# الحكومة أبخص (مسرحية)
الحكومة أبخص، هي مسرحية سياسية كوميدية عرضت في الكويت عام 1998 تتحدث عن مجموعة قضايا من أهمها قضية (البدون) ولقد كان في السيناريو[ ؟ ] المكتوب قصة عنتر بن شداد
هو كان يعيش نفس الحكاية بدون عبسية أي بدون جنسية

## أبطال المسرحية
- غانم الصالح
- محمد جابر
- عبد الرحمن العقل
- أحمد جوهر
- منى شداد
- ناصر كرماني
- يوسف غلوم